# Kurt Maltner
Kurt Maltner (* 14. Dezember 1886 in Leipzig; † 6. Juli 1965 in Eisfeld) war ein deutscher Maler, Grafiker und Fotograf.

## Leben
Kurt Maltner erhielt nach dem Besuch des Realgymnasiums seine Ausbildung bei Max Seliger an der Königlichen Akademie für graphische Künste und Buchgewerbe in Leipzig. Von 1914 bis 1918 war er im Kriegsdienst im Ersten Weltkrieg. Ab 1918 betrieb er in Bad Neuenahr ein Fotogeschäft, im folgenden Jahr um ein Kunstgewerbegeschäft erweitert. Ab 1927 war er in Bad Pyrmont ansässig. Seit 1934 war er in Schwerin sesshaft und freiberuflich als Kunstmaler tätig. Nach 1945 war er zudem auch freischaffender Lehrer für Kunsterziehung an der Karl-Liebknecht-Schule in Schwerin und wirkte als Grafiker für das Schweriner Museum für Ur- und Frühgeschichte. Kurt Maltner wurde hauptsächlich als Porträtmaler bekannt, fertigte aber auch Landschaftsbilder, Stadtansichten und Darstellungen des mecklenburgischen Dorflebens. Er starb auf einer Urlaubsreise in Eisfeld und wurde in Schwerin auf dem Alten Friedhof bestattet.

## Werke (Auswahl)
- Großherzog Friedrich Franz IV. von Mecklenburg-Schwerin.um 1930[1]
- Ivenack, Älteste und stärkste Eichen Deutschlands. Radierung, 31 × 41 cm (H × B)[3]
- Lebensfreude. 1938, Öl
- Oktobermorgen. 1938, Öl
- Bauernkopf. 1939, Kohle (alle drei 1939, Ausstellung Schwerin)
- Bauerngehöft mit Frau am Ziehbrunnen. 1940, Öl/Leinwand, 100 × 80 cm, Inv. Nr. G 1362, Staatliches Museum Schwerin
- Dorfschmiede, 1941[4]
- vier Lithographien (Das Hünengrab bei Naschendorf, Schlosshof Dargun, Bauernhof und Ivenacker Eichen) für das Album Mecklenburg. Werden und Sein eines Gaues. 1938[1]

## Ausstellungen
- 1939 Zeitgenössische Mecklenburgische Maler im Mecklenburgischen Landesmuseum Schwerin
- 1941 Große Deutsche Kunstausstellung, München[1][4]

- 1945 „Jahresschau 1945 der Kunstschaffenden aus Mecklenburg-Vorpommern“ im Landesmuseum Schwerin[5]
- 1976 100 Jahre Mecklenburgische Malerei Staatliches Museum Schwerin
- 1992 „Haus Mecklenburg“ in Ratzeburg[1]
- 2008 „Kurt Maltner – Mecklenburgische Bilder“ – Porträtbilder und Landschaften des Mecklenburger Malers, Kunstkaten, Freilichtmuseum Schwerin-Mueß[6]